# Gekko vittatus
Espèce
Synonymes
- Lacerta unistriata Shaw, 1792
- Stellio bifurcifer Schneider, 1792
- Platydactylus bivittatus Duméril & Bibron, 1836
- Gecko trachylaemus Peters, 1873

Gekko vittatus est une espèce de geckos de la famille des Gekkonidae.

## Répartition
Cette espèce se rencontre en Nouvelle-Guinée, aux Palaos, dans l'archipel Bismarck, aux Salomon et aux îles Santa Cruz.
Sa présence au Vanuatu et à Java est incertaine.

## Habitat
Ce reptile vit dans la forêt tropicale humide, où la température approche les 30 °C la journée et chute rarement en dessous de 20 °C la nuit. L'hygrométrie est très élevée, atteignant les 80 %.

## Description

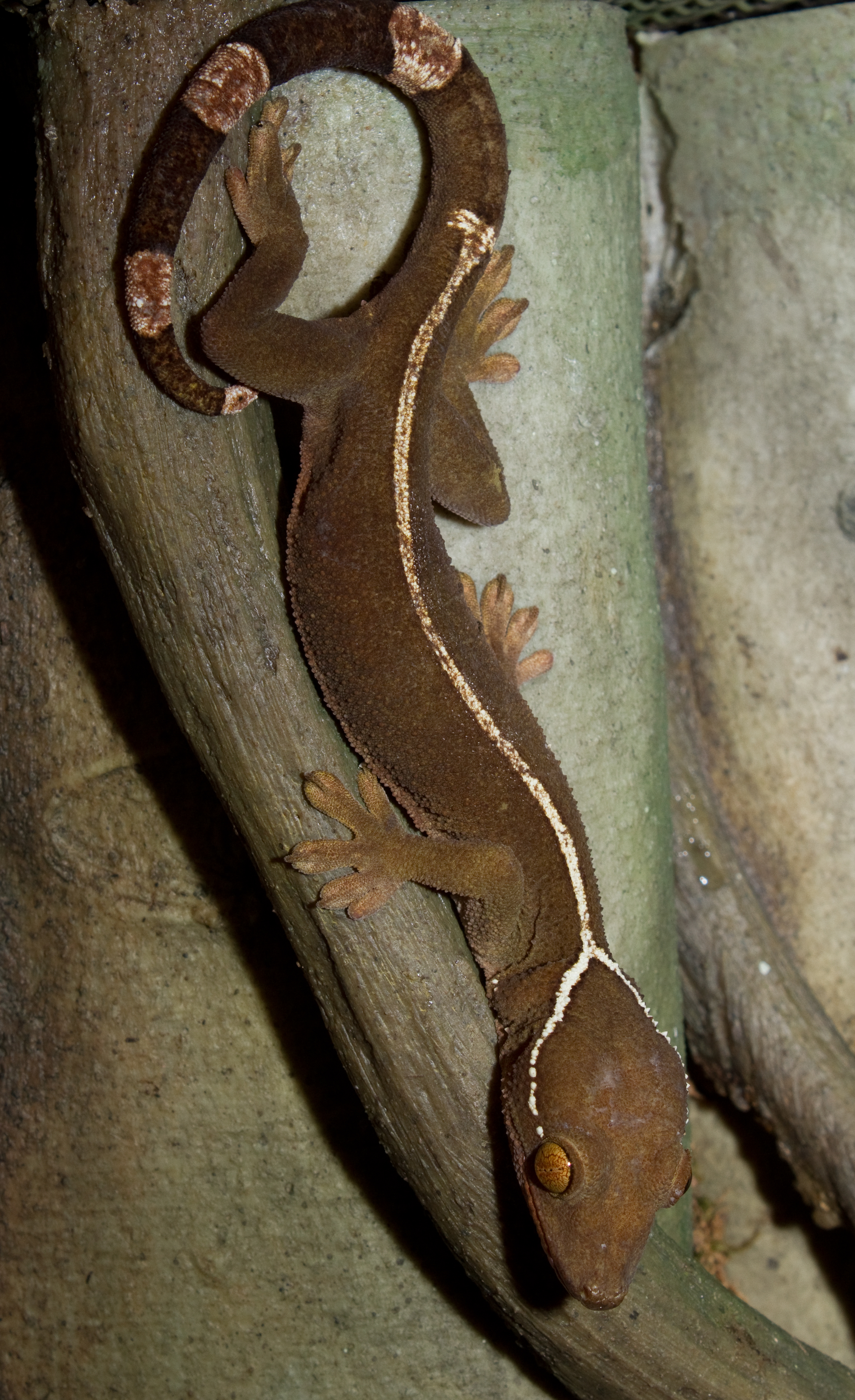
Gekko vittatus

C'est un gecko insectivore et nocturne, mais également actif le matin et le soir. Il mesure jusqu'à 25 cm de long. D'aspect assez svelte, il est marron avec une ligne claire reconnaissable de la base de la queue à la tête, où cette ligne se termine en « Y ».

## Reproduction
L'incubation dure de 2,5 à 3,5 mois.

## Publication originale
- Houttuyn, 1782 : Het onderscheidt der Salamanderen van de Haagdissen in't algemeen, en van de Gekkoos in't byzone aangetoond. Nieuwe Verhandelingen van het Zeeuwsch Genootschap der Wetenschappen, vol. 9, p. 305-336 (texte intégral).